# Cani (Einheit)
Der Cani, auch der Mas, war ein Flächenmaß in Pondichéry. Das Ackermaß wurde in den kleinen und großen Cani unterschieden. Es wurde in den Salinen Französisch-Indiens verwendet. Diese zwei Canis sind vom Feldmaß Cani oder Mas zu unterscheiden. Der Alam war regional von der Anzahl der Patty, den kleinen Bassins für Salz, abhängig. Man rechnete oft 20, 30, 40, 50 (und so weiter) Pattys zu einem Alam.
- 1 Cani (groß) = 4 Alames (5 Alanes)[1] = 59,23012 Ar
- 1 Cani (klein) = 53,51025 Ar